# Salar (grau militar)
Salar fou un grau militar sassànida, derivat del pahlavi sardar. Curiosament el sinònim modern sardar no deriva de l'antiga paraula "salar" o de "sardar" sinó que és de formació moderna. Generalment el nom anava acompanyat com per exemple sipah-salar (comandant suprem de l'exèrcit) que després va passar al món islàmic-persa sent utilitzat per dinasties com els samànides, buwàyhides, gaznèvides i seljúcides sota la forma ishpasalar. Salar en solitari designava un cap específic com el cap dels grups de ghazis a la zona de l'Indus. Un salar famós fou el del districte de Buzgan, entre Badghis i Kuhistan, anomenat Abu l-Kasim Abd al-Samad al-Buzdjani, que va dominar fins vers el 1030; al mateix temps hi havia un salar a Nixapur que era el cap d'una milícia local i probablement exercia el rais de la ciutat, i fou clau el 1030 en imposar a Masud I ibn Mahmud en lloc del seu germà Muhammad ibn Mahmud. Una família local, els Salariyan, governaven a Bayhak i descendien del salar Abu l-Abbas al-Mushin al-Mutawwi, cap dels ghazis que havien lluitat a Tars. Apareix el rang en altres llocs sota diferents noms, com mukaddam i sarhang, sempre com un rang inferior al de comandant en cap.